# Linha de Chegada
Linha de Chegada foi um programa de televisão sobre automobilismo exibido pela emissora SporTV entre 9 de março de 2004 e 2014. O programa durou até dezembro de 2014 quando a emissora decidiu encerrar o programa junto com o Arena SporTV e Zona de Impacto.
Foi apresentado por Reginaldo Leme, comentarista de Fórmula 1 da Rede Globo.

## Sinopse
O programa debatia os principais acontecimentos da semana em competições automobilísticas como Fórmula 1, GP2, Stock Car, Fórmula Indy, Rallys, entre outros. Exibido as terças-feiras com entrevistas com pilotos, ex-pilotos e jornalistas especializados em automobilismo e as sextas, com um resumo completo da semana no esporte a motor.

## Apresentadores
- Reginaldo Leme
- Linhares Jr.